# Lili Boulanger
För andra betydelser av Boulanger, se Boulanger.
Marie Juliette Olga ”Lili” Boulanger (franska: [maʁi ʒyljɛt ɔlɡa lili bulɑ̃ʒe]
 ( lyssna)), född 21 augusti 1893, död 15 mars 1918, var en fransk tonsättare. Hon var syster och elev till Nadia Boulanger.
Lili Boulanger fick som första kvinna det stora Rompriset (Prix de Rome) i komposition. Faust et Hélène, den kantat som Boulanger fick Grand Prix de Rome för, hade Sverigepremiär år 2002 med Göteborgs Symfoniker och Mark Minkowskij.

## Biografi

### Uppväxt
Lili Boulanger växte upp i en välbärgad musikerfamilj i Paris. Fadern Ernest Boulanger var operatonsättare och undervisade vid Conservatoire de Paris. Sedermera gifte han sig med en av sina elever, den ryska prinsessan och sångerskan Raïssa Myshetskaya (Mischetzky), systrarna Nadias och Lilis mor. Farfadern Frédéric Boulanger hade varit en uppmärksammad cellist och farmodern Juliette Boulanger sångerska. Systern Nadia dirigerade och komponerade musik, och blev senare i livet känd över hela världen för sina musikpedagogiska gärningar. Lilis intresse för musik var något som starkt uppmuntrades i familjehemmet. 
Redan tidigt stod det klart att Lili Boulanger var ett musikaliskt underbarn. När hon var två år gammal konstaterade Gabriel Fauré, vän till familjen och senare även hennes lärare, att hon hade absolut gehör. Vid sex års ålder började hon följa med sin sex år äldre syster Nadia till hennes undervisning vid konservatoriet, och strax därefter började hon själv studera där. Under åren som följde studerade hon musikteori och orgel samt spelade piano, violin, cello och harpa och tog sånglektioner. Undervisning fick hon av bland annat Louis Vierne, Marcel Tournier och Alphonse Hasselmans.
Fadern var 77 år när Lili Boulanger föddes. Han dog när hon bara var sju år gammal. Efter hans död skrev hon La Lettre de Mort (för sopran). Liksom många andra av hennes verk finns La Lettre de Mort inte kvar, då hon hade för vana av att självkritiskt förstöra allt som enligt henne inte var perfekt.
Lili Boulanger led av Crohns sjukdom. Denna sjukdom gjorde att hon tillbringade stora delar av sin barndom med att återhämta sig från sjukdomsutbrott.

### Beslutet att bli tonsättare
År 1909, då Boulanger var sexton år gammal, beslutade hon att hon ville studera komposition. Åren som följde tog hon privatlektioner för två av lärarna vid konservatoriet, Georges Caussade och Paul Vidal, och gick på föreläsningar när hennes hälsa tillät. För att förbereda sig inför Prix de Rome övade hon på att komponera omfattande verk på kort tid, alltifrån tre veckor till fyra dagar. Många av dessa kantater förstörde hon när de var färdiga.

### Grand Prix de Rome

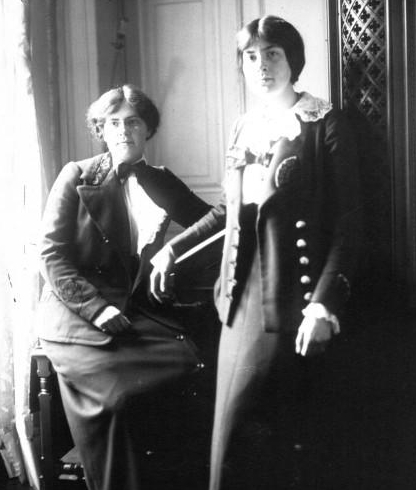
Nadia och Lili år 1913.

Trots att hon redan 1910 kunde räknas studera heltid på konservatoriet, blev hon inte formellt antagen förrän 1912. Så snart hon kunde anmälde hon sig till att vara med och tävla i Prix de Rome, men var tvungen att avbryta sin medverkan på grund av sjukdom. Hennes handskrivna partitur visar hur hon blev allt svagare under de fem dagar uttagningen pågick.
Efter att ha återhämtat sig något komponerade hon på bara sex veckor två körverk, La Nef légère och Hymne au Soleil. Under året som följde upprepades detta mönster av sjukdomsperioder med avbrott för intensivt kreativa perioder. 
År 1913 ställde Boulanger åter upp i Prix de Rome. Hennes far hade vunnit priset vid 19 års ålder, och 1908 hade hennes syster Nadia kommit tvåa i tävlingen. Boulanger gick vidare till finalen, som enda kvinna och yngst bland finalisterna. Finalen bestod i att, på trettio dagar, komponera en trettio minuter lång kantat för full orkester, baserad på dikten Faust et Hélène av poeten Eugène Adénis. Som förväntat blev Boulangers hälsa allt sämre under tävlingsperioden, men trots detta fortsatte hon att komponera. Efter 24 dagar hade hon färdigställt pianonoterna till kantaten och under de följande sex dagarna arrangerade hon musiken för orkester.
Två veckor efter tävlingens slut hölls en stor offentlig konsert där de tävlande framförde sina bidrag. Efter konserten röstade 31 av 36 ledamöter för att ge Lili Boulanger förstapriset. Vid nitton års ålder var hon den första kvinnan och yngsta deltagaren någonsin som vunnit Prix de Rome. Hennes verk sades vara ett av de mest musikaliska och signifikanta verken på många år.
De följande sex månaderna efter vinsten gav Boulanger konserter och intervjuer, deltog i prisutdelningar och träffade förläggare. Det sistnämnda resulterade i ett kontrakt med Ricordi, som gav henne en fast lön i utbyte mot att få förköpsrätt till hennes verk. Detta gjorde att Boulanger blev självförsörjande.

### Italien
Som vinnare av Prix de Rome förväntades det att pristagarna skulle flytta till Rom och bo i Villa Medici för att där skriva musik. Kompositionerna skulle sedan skickas till Académie des Beaux-Arts med jämna mellanrum. Detta var även planen för Boulanger. Men Boulangers hälsa hade återigen börjat vackla och det dröjde flera veckor innan hon tillsammans med sin mor kunde resa till Rom. Under denna tid skrev hon bland annat Clairières dans le ciel och Cortège, samt en rad andra verk som hon i vanlig ordning förstörde. 

### Första världskriget
Vid första världskrigets utbrott reste Boulanger tillbaka till Paris, där hon och systern Nadia grundade en stiftelse för att hjälpa franska musiker som blivit inkallade.

### Slutet

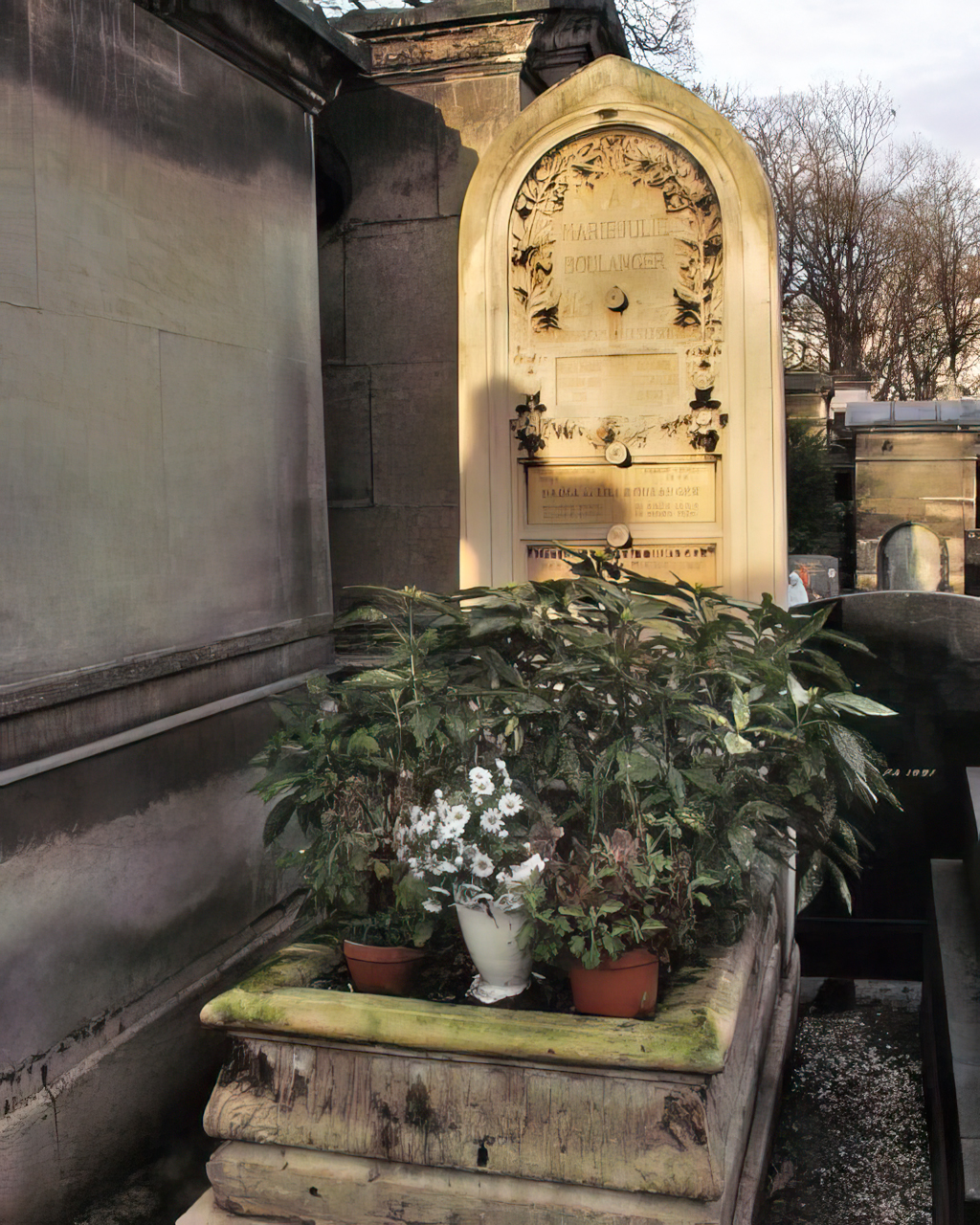
Familjen Boulangers familjegrav på kyrkogården i Montmartre.

År 1916 var Boulanger återigen tillbaka i Villa Medici och arbetade med en opera, La Princesse Maleine. Librettot var skrivet av Maurice Maeterlinck. Maleine i berättelsen var en ensam prinsessa vars rike var förstört och vars älskade tvingades gifta sig med en annan prinsessa. I Boulangers händer kom operan att handla om krig, och det är troligt att hon själv identifierade sig med huvudpersonen. 
Boulanger var frustrerad över sina återkommande kollapser och kände hur hon blev allt svagare. I ett samtal med en specialist fick hon reda på att hon hade högst två år kvar att leva.  
Beskedet gjorde att Boulangers inställning till livet förändrades. Innan hade hon föraktat döden och kämpat för att förverkliga sina drömmar. Nu fann hon styrka i katolicismen och tröst i sina kompositioner. Hon lämnade Italien för att invänta slutet i Paris, och slutade att skriva på La Princesse Maleine för att fokusera på kortare verk som Vieille prière bouddhique, D’un matin de printemps och D’un soir triste. 
D’un soir triste var det sista verk som Boulanger kunde skriva själv. När hon inte längre orkade hålla i pennan fick hennes syster Nadia skriva noter och artikulationer i partituret. Det sista verk hon skrev dikterade hon för systern från sjuksängen, medan Paris attackerades av tyskt artilleri utanför sjukhusfönstret. Pie Jesu innehåller alla Boulangers kännetecken; den harmoniska flertydigheten, hennes intensiva lyrism och det transcendenta temat. Efter att ha mottagit sista smörjelsen dog Boulanger fridfullt i sömnen den 15 mars 1918. Lili Boulanger var då 24 år gammal. Fyra dagar senare begravdes hon på Montmartrekyrkogården.

### Mottagande i Paris och mytbildning
Lili Boulangers frånfälle sörjdes i Paris. Le Temps ägnade ett helt uppslag åt hennes liv och musik, och många minneskonserter hölls. Vid Villa Medici uppfördes ett monument till hennes ära, och ett stipendium i hennes namn instiftades vid Pariskonservatoriet för att främja unga kompositionsstudenter. Efter hennes död gjorde Nadia Boulanger mycket för att lyfta fram hennes musik och för att skapa intresse för den över hela världen. Det var dock inte förrän på 1960-talet, i och med LP-skivans intåg, som Boulangers musik återigen blev allmänt känd.
Mytbildningen kring Boulanger har gjort henne dels till en feministisk ikon, dels till en tragisk figur som definierades av sin sjukdom. Men även om Boulanger måste ha vetat att hennes liv inte skulle vara länge, lyckades hon fokusera på det musikaliska kall hon kände. Lili Boulangers beslutsamhet att vinna Prix de Rome tycktes inte vara grundat i en vilja att kämpa mot en institutionaliserad sexism. Snarare handlade det om en önskan om självförverkligande och att upprätta familjeidentiteten.

## Kompositioner i urval

### Faust et Hélène
Kantaten Faust et Hélène är baserad på dikten med samma namn av poeten Eugène Adénis. För tonsättningen av denna dikt vann Lili Grand Prix de Rome, efter att ha fått uppdraget att på trettio dagar komponera en trettio minuter lång kantat för full orkester. I kantaten märks tydligt den dåvarande jugendstilens långa linjer. Texturen och gesterna i musiken verkar spontana och intuitiva.
Kantaten berättar om hur Faust i en dröm ser den sköna Helena av Troja. Faust övertalar Mefisto att återkalla henne från de döda, trots att Mefisto varnar för att detta kommer att få ödesdigra konsekvenser. Helena återvänder mot sin vilja till livet, och förbannar sin skönhet som bara har lett till olycka. Faust och Helena förenas passionerat, men föreningen väcker dystra älskare som vill hämnas på Faust för hans lättvindiga lek.
Faust et Hélène hade Sverigepremiär den 19 december 2014 på Malmö Opera. Den sattes då upp under namnet Faust & Helena. Orkestern byttes ut mot en instrumentalensemble med tvärflöjt, violin, viola, cello, harpa och flygel.

### Vokalmusik
- Renouveau (Paul Armand Silvestre) för kör och piano/orkester (1911)
- Les Sirènes (Charles Grandmougin) för mezzosopran, kör och piano/orkester (1911)
- Reflets (Maurice Maeterlinck) för en röst och piano (1911)
- Sous-bois (Ph. Gilles) för kör och piano/orkester (1911)
- Frédégonde (T: Ch. Morel), kantat för tre stämmor och piano (1911)
- Attente (Maurice Maeterlinck) för stämma och piano (1912)
- Hymne au soleil (Casimir Delavigne) för alt, kör och piano (1912), rekonstruktion av orkestersättningen har gjorts av Oliver Korte (2003)
- Pendant la tempête (Théophile Gautier) för manskör och piano (1912)
- Le Retour (Georges Delaquys) för en röst och piano (1912)
- La Source (Charles Marie René Leconte de Lisle) för kör och piano/orkester (1912)
- Pour les funérailles d'un soldat (Alfred de Musset) för baryton, kör och piano/orkester (1912)
- Soir sur la plaine (Albert Samain) för sopran, tenor, baryton, kör och piano (1913)
- Faust et Hélène (Eugène Adenis), kantat för tenor, baryton, mezzosopran och orkester (1913)
- Clarières dans le ciel (Francis Jammes) för en röst och piano (1914)
- Psaume 24 för kör, orgel och orkester (1916)
- Psaume 129 för baryton, kör och orkester (1916)
- Dans l'immense tristesse (Bertha Galeron de Calonne) för en röst och piano (1916)
- Psaume 130 Du fond de l'abîme för alt- och tenorsolo, kör, orgel och orkester (1917)
- Vieille Prière bouddhique för tenor, kör och orgel (1917)
- Pie Jesu för stämma, stråkkvartett, harpa, orgel och orkester (1918)
- La Princesse Maleine (Maurice Maeterlinck), ofullbordad opera

### Instrumentalmusik
- Nocturne för violin/flöjt och piano (1911)
- Fugue (1912)
- Fugue (1913)
- D'un jardin clair för piano (1914), bearbetning för orkester av Oliver Korte (1999)
- D'un vieux jardin för piano (1914), bearbetning för orkester av Oliver Korte (1999)
- Cortège för violin eller flöjt och piano (1914), bearbetning för orkester av Oliver Korte (1999)
- Thème et variations för piano (1915)
- D'un matin de printemps för violin eller flöjt och piano eller för orkester Nocturne (1918)
- D'un soir triste för cello och piano, för trio eller orkester (1918)

## Kuriosa
År 1927 upptäckte Benjamin Jekhowsky en asteroid i Asteroidbältet som blev uppkallad efter Lili Boulanger: 1181 Lilith. Systrana Boulanger har också fått en krater på Venus uppkallad efter sig.